# 地球情報学
地球情報学（ちきゅうじょうほうがく、英語: Geoinformatics）は、地理学や地球科学に関する諸問題に接近するために情報学の基盤を利用し、発展させてきた学問および技術。工学分野との関係がある。
英語のGeoinformaticsは、地球情報学のほか、地理情報学、地理情報科学、空間情報学、空間情報科学、空間情報工学、情報地質学、ジオインフォマティクスなどさまざまな訳語が使用されている。

## 概要
地球情報学は「空間情報の取得、分類、条件付け、蓄積、加工、図化、公開およびこの情報の最適な利用を保証するための必要なインフラを含む、空間情報の構造と特性を扱う科学および技術」または「地理空間情報の取得、貯蔵、加工、公表と普及に関する技能、科学または技術」であると記されている。
Geomaticsは、地球情報学の意味合いを含めて用いられる類似概念であるが、より調査に力点を置いて用いられる用語である。地球情報学はその中核に空間情報データの取得、分析、可視化のプロセスを支援する技術を持っている。Geomaticsと地球情報学はどちらも測地学の理論と実践的な意味に大きく依存している。また地理学と地球科学は、地理情報システム（GIS）によって分析された遠隔撮影画像から得られたデジタル空間データや、紙ないしはコンピュータのスクリーンで可視化された空間データに急速に依存している。
地球情報学は空間分析とモデル化、地理空間情報データベースの発達、情報システムデザイン、人とコンピュータとの関係、有線・無線のネットワーク技術を結び付ける。地球情報学は地理情報の分析のためにコンピュータと可視化を利用する。
地球情報学には以下のような分野がある。

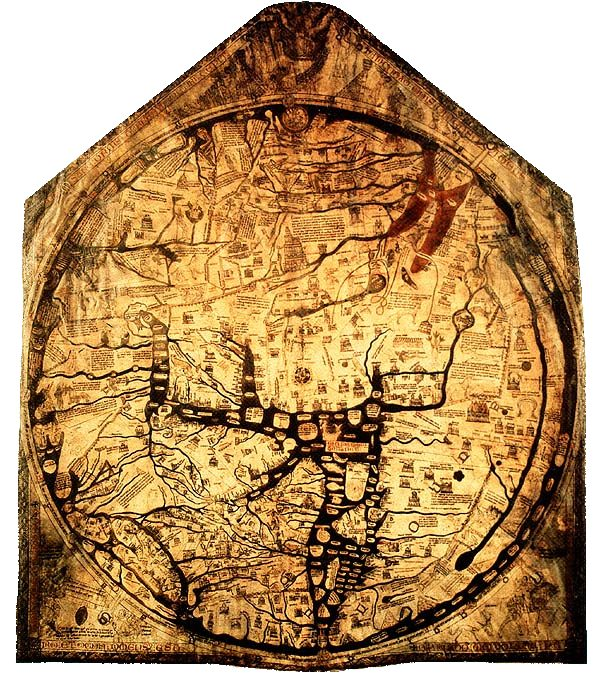
地図学
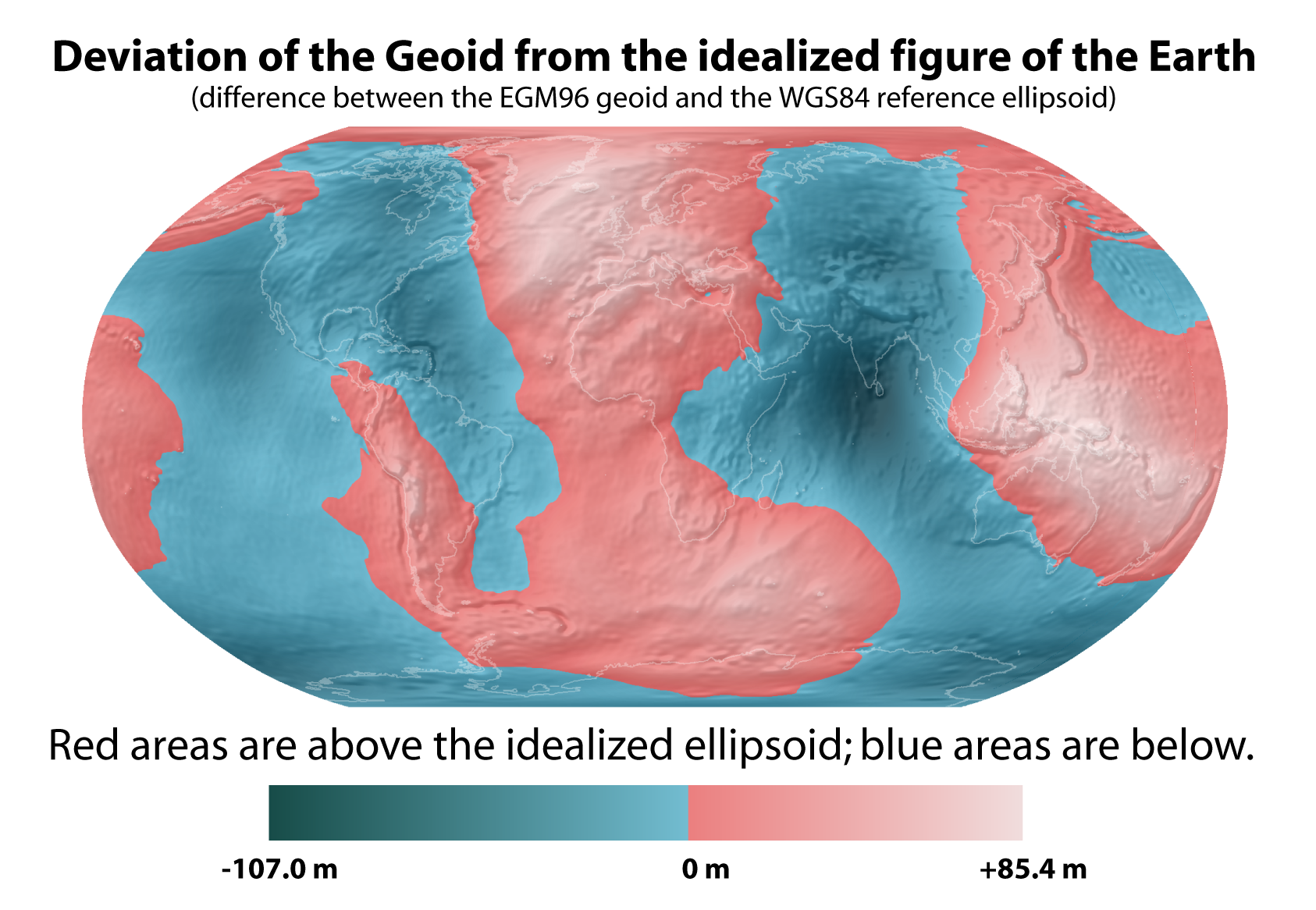
測地学
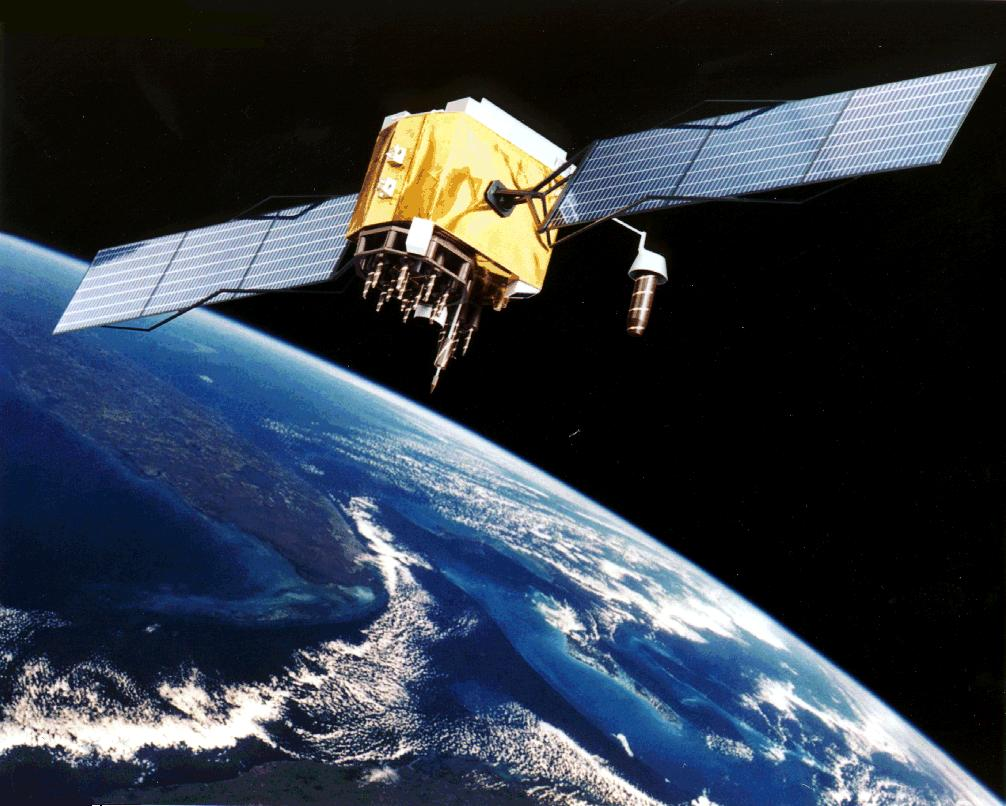
衛星測位システム
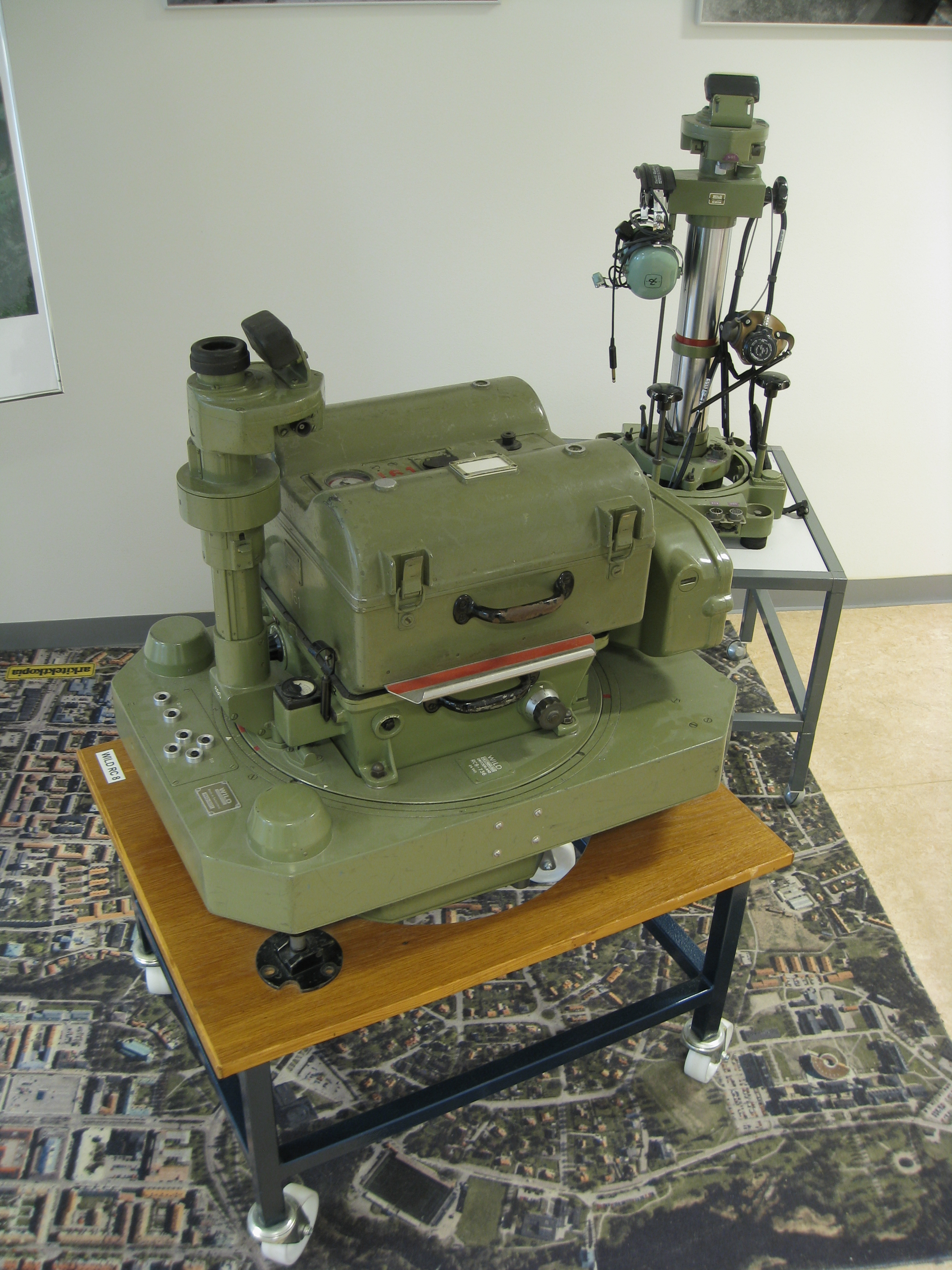
写真測量法
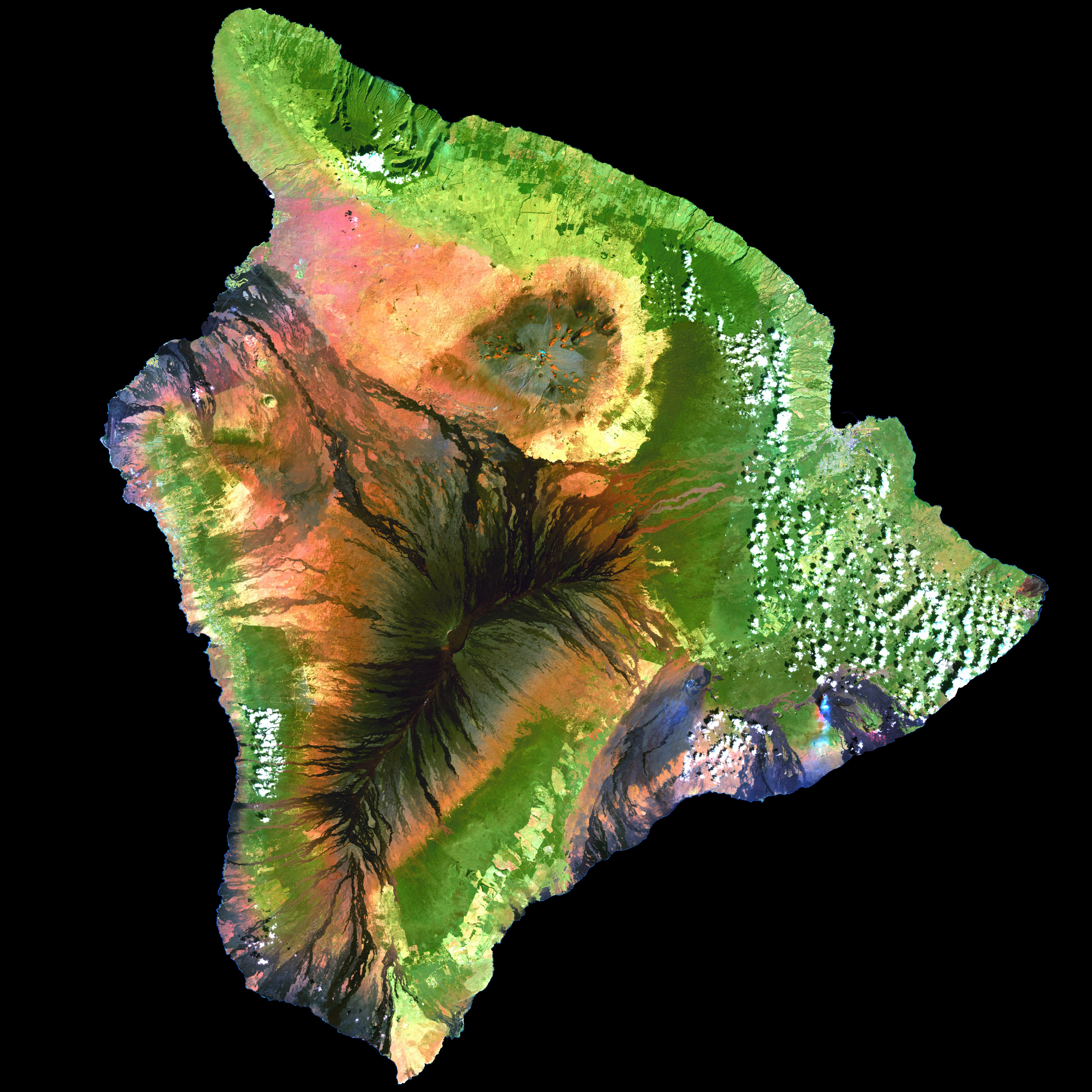
リモートセンシング
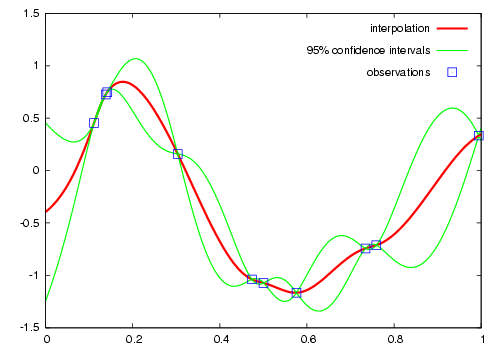
空間分析
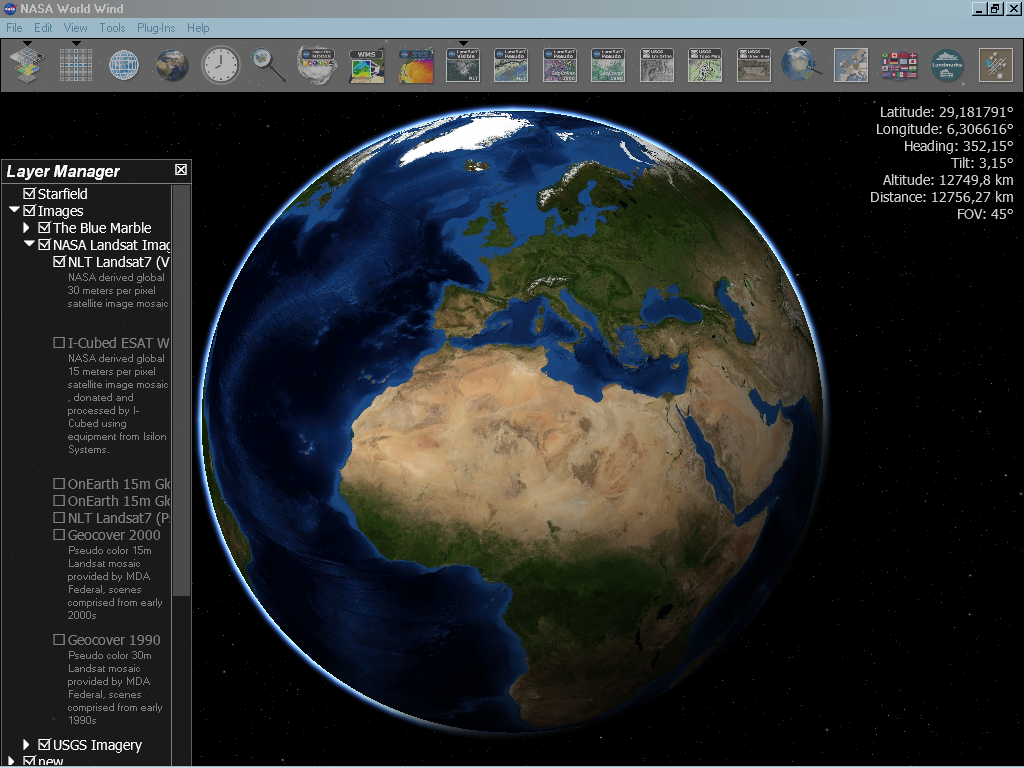
ウェブマッピング

## 調査法
地球情報学の調査は、グローバルからローカルに至るまでの環境、エネルギー、セキュリティプログラムの支えを得てきた。オークリッジ国立研究所の地理情報科学・技術グループ（GIST）は、アメリカ合衆国エネルギー省を含む様々な部署によって支援を受けている。アメリカでは地球情報学分野に関する理論や応用的研究を行う唯一の機関である。

## 利用
都市計画、土地利用管理、カーナビゲーションシステム、仮想地球、公衆衛生、国や地域の地名辞典管理、環境モデリングと分析、軍事、交通ネットワークの計画と管理、農業、気象・気候変化、海洋学、海洋と大気を結びつけたモデリング、企業の立地計画、建築学的・考古学的な再建、電気通信、犯罪学と犯罪シミュレーション、航空・海洋交通など多様な分野で利用される。天然資源の持続可能な管理において空間スケールで諸問題の評価、監視、モデル化の重要性は世界中で認識されている。地球情報学とその技術は、学問、産業、商業部門、環境団体、行政機関、政府、調査・研究機関、国家の測量・地図作成機関、国際団体、国際連合、緊急通報受理機関、公衆衛生や疫学、犯罪の地図化、交通とインフラストラクチャー、情報産業、GISコンサルタント、観光業、電力会社、市場分析、電子商取引、鉱産資源探索等において方向性を決定する上で重視されている。多くの政府組織と非政府組織が空間データを自らの日々の活動のために利用し始めている。